# Tikos
Tikos là một thị trấn thuộc hạt Somogy, Hungary. Thị trấn này có diện tích 3,35 km², dân số năm 2010 là 122 người, mật độ 36 người/km².